# 沃巴 (明尼蘇達州)
沃巴（英語：Warba）是一個位於美國明尼蘇達州艾塔斯卡縣的城市。

## 人口
根據2020年美國人口普查的數據，沃巴的面積為8.49平方千米，當中陸地面積為8.35平方千米，而水域面積為0.13平方千米。當地共有人口168人，而人口密度為每平方千米20人。